# KV Garsøy
KV Garsøy (KV6) – patrolowiec Norweskiej Straży Wybrzeża, należący do południowego dywizjonu tych sił. Został zbudowany w 1988 r. przez firmę Brødrene Aa AS. Początkowo był to transporter wojska, który miał dostarczać żołnierzy do fortu Meløyvær w Troms. Okręt kursował na trasie Harstad - Meløyvær. Nazwa Garsøy pochodzi od nazwy miejsca w tym forcie. W latach 90. okręt został przydzielony do Straży Wybrzeża i przebudowany na patrolowiec. 23 kwietnia 2009 r. został wystawiony na sprzedaż i sprzedany do Danii.